# Tyrus Wong
Tyrus Wong (黃齊耀; Xinning, 25 ottobre 1910 – Los Angeles, 30 dicembre 2016) è stato un pittore, illustratore, ceramista, litografo e designer cinese naturalizzato statunitense. 
Lavorò anche per la Walt Disney Productions, realizzando i famosi sfondi del film Bambi.

## Biografia

### Primi anni
Nato a Taishan (all'epoca Xinning), nella provincia cinese del Guangdong, emigrò negli Stati Uniti col padre nel 1920, all'età di 9 anni, non entrando mai più in contatto con la madre e la sorella. Inizialmente fu detenuto su Angel Island a causa del Chinese Exclusion Act. Separato dal padre, era l'unico bambino sull'isola. "Nove anni, ero mezzo spaventato a morte", disse.
Dopo il loro rilascio da Angel Island, Tyrus e suo padre furono inizialmente trasferiti a Sacramento (California), poi il padre decise di trasferirsi a Los Angeles.
Mentre frequentava la Benjamin Franklin Junior High di Pasadena, gli insegnanti di Wong notarono la sua abilità artistica ed egli ricevette una borsa di studio estivo presso l'Otis Art Institute. Wong decise di lasciare la scuola media per una borsa di studio a tempo pieno all'Otis. Il padre di Wong viveva con un reddito più modesto, e Wong lavorò come bidello all'Otis. Camminava per chilometri per frequentare le lezioni. Wong si laureò nel 1930 e iniziò a lavorare a Hollywood.

### Carriera

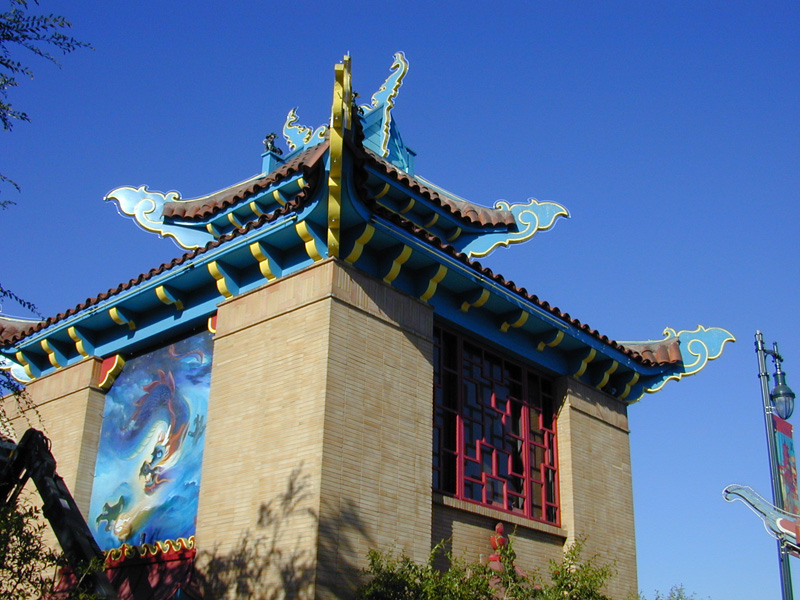
Affresco realizzato da Wong a Chinatown

La carriera di Wong incluse diversi lavori: da disegnatore di cartoline a illustratore per la Warner Bros. (1942-1968), dal disegnare scenografie e storyboard per diversi film all'essere un disegnatore Disney d'ispirazione (1938-1941). Furono i suoi pastelli lussureggianti a servire come ispirazione per gli sfondi di Bambi (1942), dove fu l'artista principale del progetto.
Wong lasciò gli studi Disney poco dopo aver terminato Bambi, a causa di ripercussioni dello sciopero degli animatori Disney. In seguito illustrò dei famosi biglietti di auguri per la Hallmark, alcuni dei quali vendettero oltre un milione di copie.
Alcuni dei suoi dipinti più famosi includono Self Portrait (fine anni venti), Fire (1939), Reclining Nude (anni quaranta), East (1984) e West (1984). In un'intervista disse di essere un "artista fortunato". Wong appare nel documentario di Mark Wexler How to Live Forever (2009), dove discute del suo stile di vita quotidiano e la sua visione sulla mortalità.
Era sposato con Ruth Ng Kim (伍梅珍), una cino-americana di seconda generazione nata da una famiglia contadina di Bakersfield. Egli considera le sue tre figlie, Kay (1938), Tai-ling (1941) e Kim (1946) come i suoi "più grandi successi".
Dopo il ritiro nel 1968, Wong ha continuato a creare aquiloni colorati (di solito con animali come panda, pesci rossi o millepiedi). Trascorreva i suoi sabati facendo volare le sue creazioni sul molo di Santa Monica.

### Ultimi anni

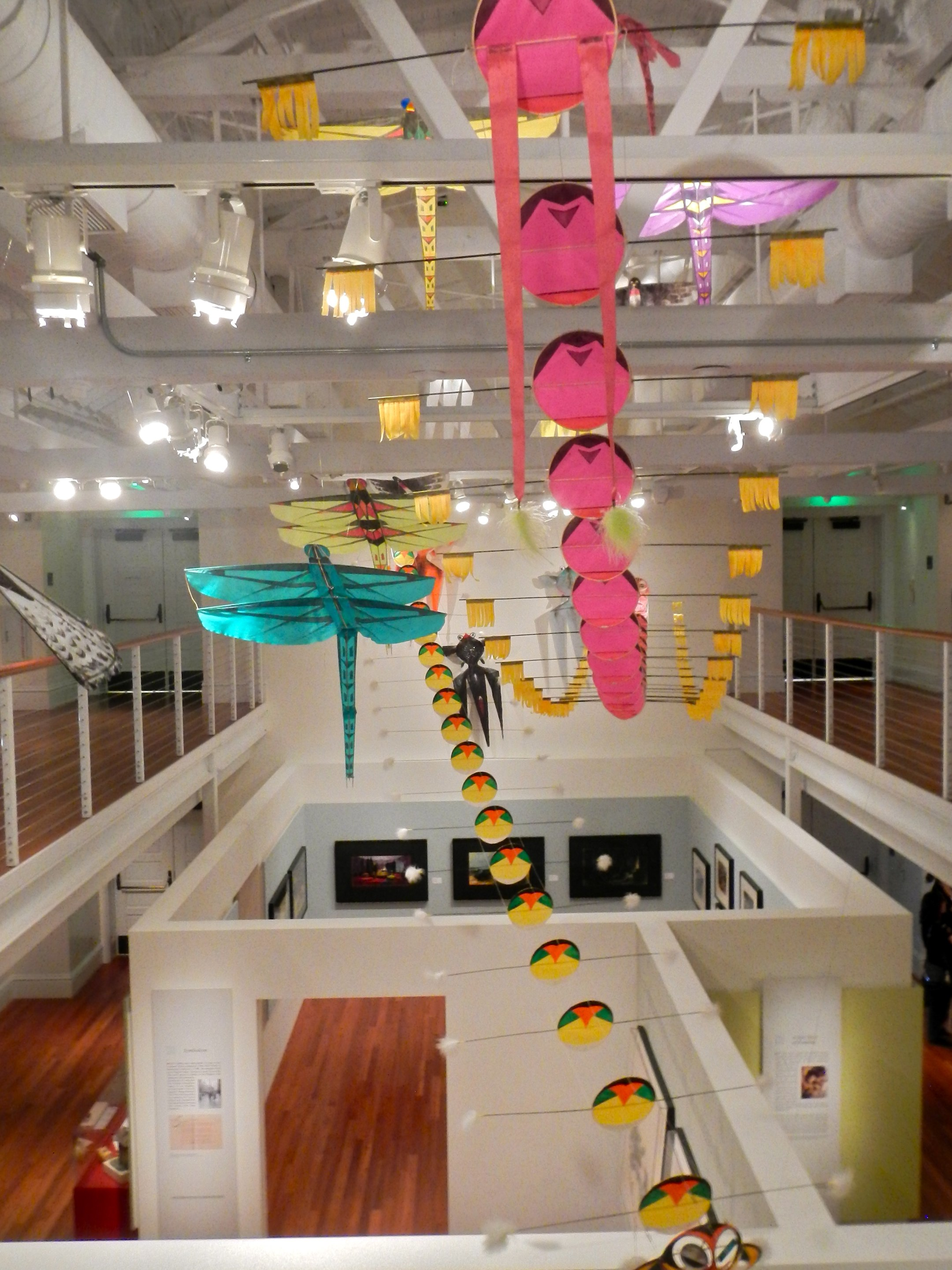
Aquiloni di Wong in mostra al Walt Disney Family Museum

Nel corso del 2001, Wong fu premiato con un Historymakers Award (arti) dal Chinese American Museum di Los Angeles, e fu nominato Disney Legend. Dal 17 ottobre al 18 dicembre 2004 fu istituita presso il CAM una mostra di suoi lavori intitolata "Tyrus Wong: A Retrospective".
Nel 2007 Wong fu uno dei tre illustratori presenti in "The Art of the Motion Picture Illustrator: William B. Major, Harold Michelson and Tyrus Wong", una mostra presso la Grand Lobby Gallery dell'Academy of Motion Picture Arts and Sciences a Beverly Hills.
Il lavoro di Wong è stato rappresentato nella mostra "Round the Clock: Chinese American Artists Working in Los Angeles" all'East Los Angeles College Vincent Price Art Museum, dal 21 gennaio al 25 maggio 2012. Alcuni dei suoi aquiloni sono stati appesi nella hall.
Dal 15 agosto 2013 al 3 febbraio 2014 il lavoro di Wong è stato esposto al The Walt Disney Family Museum di San Francisco, in una retrospettiva dal titolo "Water to Paper, Paint to Sky: The Art Of Tyrus Wong". In concomitanza con la mostra, un libro cartonato che la documenta è stato pubblicato dalla Walt Disney Family Foundation Press.